# Copris acutidens
Copris acutidens là một loài bọ cánh cứng trong họ Bọ hung (Scarabaeidae).